# Calea ferată forestieră Dărmănești–Valea Uzului
Calea ferată forestieră Dărmănești–Valea Uzului a fost o cale ferată forestieră cu ecartament îngust construită în bazinul râului Uz pentru deservirea fabricii de cherestea din satul Valea Uzului, aflat pe atunci în comitatul Ciuc al Regatului Maghiar din cadrul Monarhiei Austro-Ungare. După Unirea Transilvaniei cu România, calea ferată s-a extins până în comuna Dărmănești.

## Context
În contextul folosirii motoarelor cu aburi pentru a produce mari cantități cherestea pentru export, în special de rășinoase (brad și molid), în epoca interbelică în arealul Comănești-Dărmănești s-au grupat fabrici din domeniu, cu o putere instalată de 2.530 și respectiv 4.630 de cai putere.
În acest context, inclusiv în arealul satului Valea Uzului s-a construit o fabrică de cherestea de către Siegfried și Arthur Rosenberg, unchi ai Verei Atkins, care își aveau și reședința în sat alături de fiii lor. În 1939 fabrica era deținută de Compagnie Européenne des Bois, iar în 1940, în urma revenirii satului la Regatul Ungariei, compania familiei a fost confiscată și trecută în proprietatea statului ungar ca Úzvölgye Faipar Rt.

## Construcție
Prima cale ferată pe vale a fost construită de frații Rosenberg, și a devenit funcțională cu începere din anul 1900. Rețeaua din 1900 a inclus și o derivație pe valea Izvorului Negru, pe care se afla Lacul Bălătău (terasamentul acesteia a fost folosit ulterior drept drum forestier).
Aceeiași investitori au construit și segmentul de la Dărmănești la Valea Uzului, destinat să folosească tot fabricii de cherestea.

## Exploatare
În 25 august 1937, după o ploaie torențială ce a ținut 24 de ore, apele râului Uz s-au revărsat și au inundat o suprafață considerabilă. Liniile de cale ferată forestieră din zonele Stirbey și Peste Vale–Brătulești au fost stricate pe o lungime de câțiva zeci de kilometri, inundația aducând pagube societăților forestiere din zonă.

## Desființare și schimbarea scopului de folosire
În anul 1966 a început desființarea liniei ferate înguste, odată cu începerea construcției barajului de la Poiana Uzului. A rămas funcțional doar segmentul dintre gara CFR a localității și Rafinăria Dărmănești, construită în anul 1949. Acesta a fost refăcut în întregime cu ecartament normal, astfel încât să poată asigura descărcarea simultană a 28 de vagoane cisternă pe cele două linii de cale ferată uzinală (CFU) care, deserveau rafinăria.
Și această porțiune de cale ferată a fost ulterior desființată, terenul fiind eliberat.